# Porrhomma
Porrhomma là một chi nhện trong họ Linyphiidae.